# Ващенко-Захарченко Михайло Єгорович
Миха́йло Єго́рович Ва́щенко-Заха́рченко (* 31 жовтня (12 листопада за новим стилем) 1825, Маліївка Полтавська губернія — † 14 серпня (27 серпня за новим стилем) 1912, Київ) — український математик. Член Московського математичного товариства. Історик геометрії та дослідник гіперболічної геометрії.

## Життєпис
Навчався в Золотоніському повітовому училищі та в 2-ій Київській гімназії. Математичну освіту здобув спочатку в Київському університеті (1845—1846), а пізніше в Парижі (1847—1848): в Сорбонні й Колежі де Франс, де слухав лекції Оґюстена-Луї Коші та Жозефа Ліувілля. 1852 року здав екзамени у Київському університеті за весь курс.
З 1863 року по 1902 рік Ващенко-Захарченко працював у Київському університеті, від 1868 року — професором. З початку 1870-х років став читати курс проективної геометрії, а з 1878 року — курс неевклідової геометрії (основи гіперболічної геометрії). 1880 року він опублікував переклад «Начал» Евкліда з великим вступом, де були розглянуті основні питання гіперболічної геометрії.
Дружина — Ващенко-Захарченко Віра Миколаївна — українська педагогиня. Засновниця приватної гімназії в Києві.

## Наукова діяльність
Основні роботи Ващенка-Захарченка присвячені теорії лінійних диференціальних рівнянь, символічним методам, теорії ймовірності та історії математики.
1862 року вперше систематично виклав операційне числення і застосував його до розв'язування диференціальних рівнянь.
1866 року захистив докторську дисертацію «Ріманова теорія функцій складеної змінної». Це була одна з перших праць у Російській імперії з цього питання.
Ващенко-Захарченко відомий також як історик математики. 1883 року опублікував монографію, у якій описав історію розвитку геометрії до XV ст.
Автор підручників з аналітичної геометрії, проективної геометрії, алгебри, варіаційного числення.

## Праці
- Начала Эвклида с пояснительным введением и толкованиями. Перевод с греческого. — Киев, 1880.